# Хронология Вьетнамской войны

## Статистика
| Год | Армия                                                                                                   | ВМС | ВВС | КМП | БОХР | Всего                                                                                                   |
| --- | --- | --- | --- | --- | --- | --- |
| 1954-1960 | 650 военных советников от различных видов вооружённых сил при структурах южновьетнамского правительства | 650 военных советников от различных видов вооружённых сил при структурах южновьетнамского правительства | 650 военных советников от различных видов вооружённых сил при структурах южновьетнамского правительства | 650 военных советников от различных видов вооружённых сил при структурах южновьетнамского правительства | 650 военных советников от различных видов вооружённых сил при структурах южновьетнамского правительства | 650 военных советников от различных видов вооружённых сил при структурах южновьетнамского правительства |
| 1960 | 800 | 15 | 68 | 2 | 0 | 900 (около)                                                                                             |
| 1961 | 2100 | 100 | 1000 | 5 | 0 | 3200 |
| 1962 | 7900 | 500 | 2400 | 500 | 0 | 11300                                                                                                   |
| 1963 | 10100                                                                                                   | 800 | 4600 | 800 | 0 | 16300                                                                                                   |
| 1964 | 14 700                                                                                                  | 1100 | 6600 | 900 | 0 | 23 300                                                                                                  |
| 1965 | 116 800                                                                                                 | 8400 | 20 600                                                                                                  | 38 200                                                                                                  | 300 | 184 300                                                                                                 |
| 1966 | 239 400                                                                                                 | 23 300                                                                                                  | 52 900                                                                                                  | 69 200                                                                                                  | 500 | 385 300                                                                                                 |
| 1967 | 319 500                                                                                                 | 31 700                                                                                                  | 55 900                                                                                                  | 78 200                                                                                                  | 500 | 485 600                                                                                                 |
| 1968 | 359 800                                                                                                 | 36 100                                                                                                  | 58 400                                                                                                  | 81 400                                                                                                  | 400 | 536 100                                                                                                 |
| 1969 | 331 100                                                                                                 | 30 200                                                                                                  | 58 400                                                                                                  | 55 100                                                                                                  | 400 | 475 200                                                                                                 |
| 1970 | 249 600                                                                                                 | 16 700                                                                                                  | 43 100                                                                                                  | 25 100                                                                                                  | 100 | 334 600                                                                                                 |
| 1971 | 119 600                                                                                                 | 7800 | 28 800                                                                                                  | 500 | 100 | 157 000                                                                                                 |
| По официальным данным Министерства обороны США на 12 января 1972 года (маркером выделен год наибольшего по численности военного присутствия) | | | | | | |

## 1957—1960
- Май 1959 — в Северном Вьетнаме создана 559-я транспортная группа, ответственная за прокладку маршрута для переброски в Южный Вьетнам оружия и воинских подразделений.
- 17 января 1960 — восстание в Бенче (провинция Бенче).
- 20 декабря 1960 — создан Национальный фронт освобождения Южного Вьетнама, также известный как Вьетконг (южновьетнамское название, никогда не применявшееся партизанами). Фронт объединил все антиправительственные силы в стране, готовые бороться с режимом Нго Динь Зьема вооружённым путём.

## 1961—1964
- 11 декабря 1961 — для обеспечения транспортировки южновьетнамских войск в Южный Вьетнам прибывают две вертолётные роты Армии США — первые регулярные подразделения вооружённых сил США в стране.

- 2 января 1963 — в сражении при Апбак партизаны НФОЮВ впервые побеждают в открытом бою регулярную армию Южного Вьетнама.
- 8 мая 1963 — 1 ноября 1963 — разгон демонстрации буддистов и буддистский кризис в Южном Вьетнаме.
- август-сентябрь 1963 — первое судно-плавучий склад Армии США «Феникс» выдвинулось из порта стоянки в континентальных штатах в направлении ВМБ «Субик-Бей» на Филиппинах. В этом же классе судов переоборудовались под склады сухогрузы «Прово» и «Шайенн». Плавучие склады предназначались для снабжения контингентов американских войск, действующих в Азиатско-Тихоокеанском регионе. В случае предполагаемого задействования американских войск за рубежом, склады направлялись к районам оперативного предназначения и становились на якорную стоянку у берегов стран, куда в дальнейшем военно-транспортной авиацией ВВС США перебрасывались войска. Вооружение и военная техника, а также другое военное имущество на борту плавучего склада были готовы к немедленному использованию без сборки, отладки и прочих технических процедур[3].
- 1 ноября 1963 — Президент Южного Вьетнама Нго Динь Зьем свергнут в результате военного переворота и на следующий день убит.
- 9 мая 1964 — в Сайгоне арестован тайный член НФОЮВ Нгуен Ван Чой, совершивший в этот день неудачное покушение на посла США в Южном Вьетнаме Генри Кэбот Лоджа и прибывшего с визитом министра обороны США Роберта Макнамару.
- 20 июня 1964 — Уильям Уэстморленд становится командующим всеми американскими силами в Южном Вьетнаме, сменив на этом посту Пола Харкинса.
- 2 августа 1964 — Северовьетнамские торпедные катера атакуют американский эсминец, выполняющий разведывательное задание у берегов Северного Вьетнама. Первый Тонкинский инцидент.
- 4 августа 1964 — второй Тонкинский инцидент. США обвиняют Северный Вьетнам в новом нападении на американские корабли в международных водах. Впоследствии установлено, что нападения в действительности не произошло.
- 5 августа 1964 — в ответ на новый инцидент в Тонкинском заливе самолёты ВМС США бомбят северовьетнамские базы торпедных катеров и нефтехранилище (операция «Пронзающая стрела»). Это первый случай бомбардировки американской авиацией Северного Вьетнама.
- 18 сентября 1964 — американские эсминцы «Мортон»[англ.] и «Эдвардс»[англ.] обстреляли огнём 127-мм палубной артиллерии два неопознанных судна, которые были приняты ими за северовьетнамские патрульные катера, последние скрылись из района столкновения, результат боя неизвестен[4].
- 15 октября 1964 — в Сайгоне, в присутствии иностранных журналистов, публично казнён через расстрел Нгуен Ван Чой.
- 3 ноября 1964 — кандидат от демократов Линдон Джонсон побеждает на президентских выборах в США, пользуясь высокой популярностью благодаря своим социальным программам и позиции «голубя» по отношению к проблеме Вьетнама.
- 28 декабря 1964 — 9-я дивизия НФОЮВ заняла деревню Биньзя в районе Сайгона. В продолжавшемся несколько дней сражении при Биньзя южновьетнамская армия потерпела самое серьёзное поражение с начала войны.

## 1965
- 7 февраля — партизаны НФОЮВ атакуют американскую вертолётную базу Кэмп-Холлоуэй и штаб южновьетнамского II корпуса в Плейку. Погибло около 10 американцев, уничтожено несколько вертолётов.
- 10 февраля — диверсанты НФОЮВ взорвали отель в Куинён, где проживали американские военные советники. Погибло 23 американца — самые большие потери США во Вьетнаме к этому моменту.
- 2 марта — американская и южновьетнамская авиация начинают регулярные бомбардировки Северного Вьетнама (операция «Rolling Thunder»).
- 8 марта — в Дананг начинают прибывать два батальона морской пехоты США. Это первые американские пехотные подразделения в Южном Вьетнаме.
- 4 апреля — истребители ВВС Северного Вьетнама впервые сбивают в воздушном бою самолёты США — два F-105.
- 7 апреля — в университете Балтимора президент Джонсон произносит речь «Мир без завоевания» (Peace Without Conquest), в которой предлагает Северному Вьетнаму прекратить боевые действий на юге в обмен на экономическую помощь. Северовьетнамское руководство отклонило это предложение.
- 17 апреля — в США проходят первые крупные демонстрации против войны во Вьетнаме.
- Май — американская авиация на несколько дней прекращает бомбардировки Северного Вьетнама. Целью паузы является проверка того, готово ли северовьетнамское руководство прекратить поддержку партизан на юге. До 1968 года будет объявлено ещё несколько пауз, ни одна из которых не принесёт какого-либо политического результата.
- 24 июля — система ПВО Северного Вьетнама впервые применяет зенитно-ракетные комплексы, сбивая один американский самолёт.
- 28 июля — после серии консультаций с советниками президент Джонсон объявляет о намерении увеличить численность американских войск в Южном Вьетнаме с 75 тыс. до 125 тыс. Практически это означает начало полномасштабного участия США в южновьетнамской гражданской войне.
- 18 августа — в ходе операции «Starlite» (провинция Куангнгай) происходит первое крупное наземное сражение между силами США и НФОЮВ. К исходу дня сопротивление партизан на полуострове Вантыонг сломлено. Погибли 45 американцев и около 600 вьетнамцев.

- 14—18 ноября — сражение в долине Йа-Дранг (провинция Плейку). Первое крупное сражение сил США с регулярной армией Северного Вьетнама.

## 1966
- Февраль — Председатель Комитета Конгресса США по международным отношениям Уильям Фулбрайт организует серию слушаний по вьетнамской проблеме, транслирующуюся по национальному телевидению.
- 10 марта — северовьетнамские войска достигли крупного успеха, после двухдневного штурма захватив лагерь спецназа А-Шау. С этого момента долина А-Шау находится под их полным контролем, что облегчает переброску в северную часть Южного Вьетнама подкреплений с «тропы Хо Ши Мина».

 — в Южном Вьетнаме начались волнения буддистов после того, как генерал-буддист отстранён от командования I корпусом.
- Май — в связи с продолжающимся противостоянием между буддистами и правительственной армией в Хюэ и Дананге Южный Вьетнам оказывается на грани второй гражданской войны.
- 6 июля — «Ханойский парад». Около 50 пленных американских лётчиков проведены по улицам Ханоя. В связи с агрессивностью толпы ситуация едва не вышла из-под контроля, что стало причиной отказа от проведения подобных мероприятий в будущем.
- 25 октября — Манильская конференция. Страны, оказывающие военную помощь Южному Вьетнаму (во главе с США), заявили, что готовы вывести свои войска из страны, если то же самое сделает Северный Вьетнам. Предложение остаётся без ответа.
- 2 декабря — «Чёрная пятница». За день над Северным Вьетнамом сбито 8 американских самолётов, наибольшее количество за всю войну.
- 13 декабря — авиация США впервые совершила налёт на столицу Северного Вьетнама — Ханой.

## 1967
- 2 января — операция «Боло». Американская авиация провела свой самый успешный воздушный бой с начала войны, заманив северовьетнамские истребители в ловушку и сбив пять МиГ-21 без потерь со своей стороны.
- 22 февраля — в военной зоне C начинается операция «Junction City» — крупнейшая операция войны к этому моменту. В ней участвуют более 25 тыс. американских и южновьетнамских солдат. Выброшен единственный за всю войну тактический воздушный десант США (два батальона 173-й воздушно-десантной бригады).
- Март — впервые с начала войны за месяц во Вьетнаме погибло более 1000 американских военнослужащих[источник?].
- 21 марта — в одном бою американскими войсками убито 647 вьетконговцев.
- 24 апреля — начало двухнедельных боёв за высоты северо-западнее базы морской пехоты США Кхесань. Средства массовой информации обращают внимание на одно из самых упорных сражений войны, когда оно уже близится к завершению.
- 18 мая — в ответ на активизацию действий противника с территории демилитаризованной зоны силы США и Южного Вьетнама впервые вторгаются на территорию ДМЗ.
- 29 июля — в результате пожара на борту американского авианосца «Форрестол» в Тонкинском заливе погибли 135 человек.
- 3 сентября — Национальные выборы в Южном Вьетнаме легитимизируют военную хунту, находящуюся у власти с июня 1965 года. Нгуен Ван Тхиеу стал президентом страны, Нгуен Као Ки — вице-президентом.
- 21 октября — в Вашингтоне начался антивоенный «марш на Пентагон».
- 3 ноября — начало битвы при Дакто (провинция Контум), одного из самых ожесточённых сражений войны. К концу месяца бои завершились формальной победой США.
- 29 ноября — Министр обороны США Роберт Макнамара, один из главных архитекторов американской политики в Юго-Восточной Азии, объявляет о своём намерении уйти в отставку.

## 1968

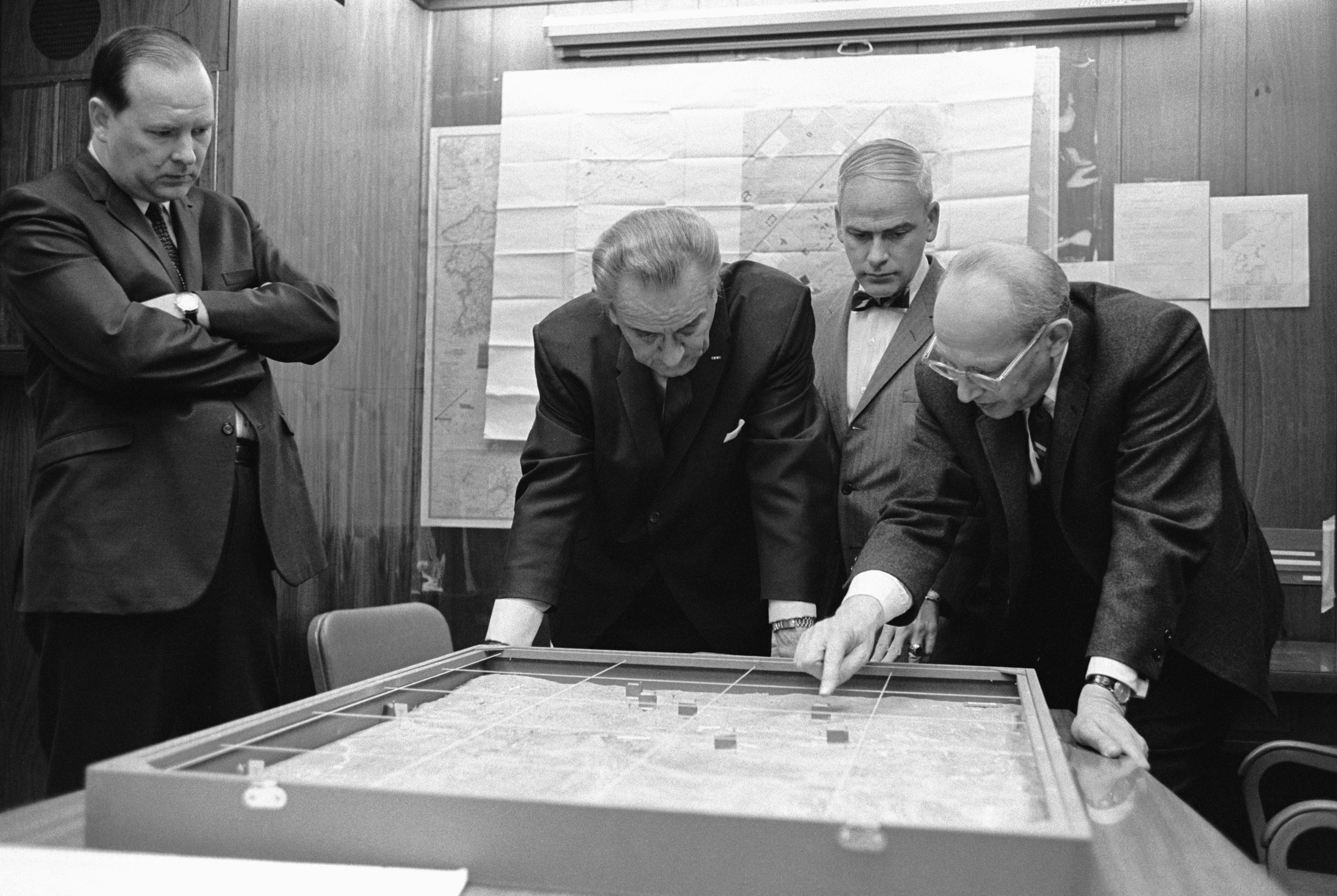
Президент США Л. Джонсон возле модели базы Кхесань. Февраль 1968 года

- 21 января — начало осады северовьетнамскими войсками базы морской пехоты США Кхесань (провинция Куангчи).
- 30—31 января — НФОЮВ начинает своё первое стратегическое наступление накануне и во время празднования Тет в пределах всего Южного Вьетнама, получившее название Тетское наступление.
- 1 февраля — на улице Сайгона начальник южновьетнамской полиции Нгуен Нгок Лоан лично расстрелял вьетнамца, подозреваемого в причастности к НФОЮВ. Фотография этого события, сделанная американским фотокорреспондентом Эдди Адамсом, стала одним из самых известных снимков войны.
- 16 марта — в ходе операции в деревне Милаи 4 (деревенская община Сонгми) рота 23-й пехотной дивизии США немотивированно уничтожает около 500 мирных жителей. Этот эпизод остаётся неизвестен общественности до осени 1969 года.
- 31 марта — Президент Джонсон объявляет о прекращении бомбардировок основной части Северного Вьетнама, а также о том, что не намерен баллотироваться на второй президентский срок.
- 5 мая — НФОЮВ начинает второе стратегическое наступление (Мини-Тет), уступающее по размаху первому.
- Май — в Париже начинается предварительный этап мирных переговоров между враждующими сторонами во Вьетнамской войне.
- 1 июля — Крейтон Абрамс сменяет Уильяма Уэстморленда на посту командующего американскими войсками во Вьетнаме.
- 31 октября — в канун президентских выборов в США Линдон Джонсон прекращает регулярные бомбардировки Северного Вьетнама, проводившиеся с марта 1965 года (операция «Rolling Thunder»).
- 5 ноября — кандидат от республиканцев Ричард Никсон побеждает на президентских выборах в США под лозунгом «почётного мира во Вьетнаме».

## 1969
- Январь — в Париже начинается основная фаза мирных переговоров между США, Северным Вьетнамом и НФОЮВ.
- 22 февраля — НФОЮВ начинает очередное наступление (Второй Тет), наиболее крупное после января—февраля 1968 года.
- 18 марта — авиация США начала кампанию тайных бомбардировок тыловых баз северовьетнамской армии в Камбодже (операция «Меню»).
- Апрель — в Южном Вьетнаме находятся 543 400 американских солдат, максимальное число за всю войну. В этом же месяце количество солдат США, погибших в бою, превосходит аналогичный показатель периода Корейской войны (33 600 погибших).
- 11—20 мая — штурм высоты 937 в долине А-Шау, вызвавший неожиданно бурную реакцию в США. После обвинений со стороны политиков-демократов в пренебрежении солдатскими жизнями (в ходе сражения погибло около 60 американских солдат) президент Никсон приказывает главнокомандующему силами США во Вьетнаме генералу Абрамсу в будущем избегать наступательных операций, сопряжённых с большими потерями.
- 8 июня — Ричард Никсон провозглашает «вьетнамизацию» в качестве приоритетного направления американской политики во Вьетнаме.
- 8 июля — США начинают вывод своих войск из Южного Вьетнама.
- 15 октября — сотни тысяч людей по всей Америке участвуют в «национальном моратории» против войны во Вьетнаме.
- 12 ноября — независимый журналист Сеймур Херш сообщает, что лейтенанту Армии США Уильяму Колли предъявлено обвинение в убийстве 109 мирных вьетнамских граждан. В следующие недели американская и мировая общественность наконец узнает о трагедии в деревне Милаи (Сонгми) в марте 1968 года.
- 15 ноября — в США проходит второй «национальный мораторий» против войны во Вьетнаме.

## 1970
- 29—30 апреля — войска США и Южного Вьетнама начинают вторжение в Камбоджу для уничтожения баз НФОЮВ и армии Северного Вьетнама на её территории.
- 4 мая — расстрел в Кентском университете. В ходе студенческой акции протеста против операции в Камбодже подразделения Национальной гвардии по неизвестной причине открывают огонь по толпе. Погибло 4 студента.
- 23 июля — завершается эвакуация американской базы огневой поддержки «Ripcord» в долине А-Шау, в течение трёх недель осаждавшеся северовьетнамскими войсками. Для наземных подразделений США это было последнее крупное сражение в ходе войны.
- 21 ноября — подразделения спецназа США проводят рейд на лагерь военнопленных Шонтэй в районе Ханоя. Убиты свыше 50 северовьетнамских солдат, с американской стороны погибших не было. Ни одного американского пленного спасти не удалось — из-за недостатка разведданных и провала в цепочке планирования проводившие операцию силы не были уведомлены о том, что в лагере уже несколько месяцев нет ни одного американца.

## 1971
- 8 февраля — южновьетнамская армия при поддержке американской артиллерии и авиации вторгается в Лаос (операция Lam Son 719) с целью уничтожить материальные запасы противника на «тропе Хо Ши Мина» в южной части страны. Американские наземные подразделения во вторжении не участвуют в связи с запретом Конгресса США.
- 25 марта — последние подразделения южновьетнамской армии покидают территорию Лаоса.
- 23 апреля — в ходе «операции» «Dewey Canyon III», проводимой организацией «Ветераны Вьетнама против войны», сотни ветеранов бросают свои боевые награды на ступени Капитолия.
- 13 июня — газета «Нью-Йорк Таймс» начинает публикацию «документов Пентагона», раскрывающих многие ранее неизвестные общественности аспекты вмешательства США во Вьетнамскую войну.
- Сентябрь — президентские выборы в Южном Вьетнаме. Нгуен Ван Тхиеу избран на новый срок.
- 26 декабря — американская авиация на несколько дней возобновляет бомбардировки южных районов Северного Вьетнама.

## 1972
- 30 марта — северовьетнамская армия начинает Пасхальное наступление в Южном Вьетнаме. Наступательные действия проводятся на трёх фронтах и являются самой масштабной операцией с начала войны.
- Начало апреля — в ответ на северовьетнамское наступление авиация США впервые с 1968 года возобновляет регулярные массированные бомбардировки Северного Вьетнама.
- 11 апреля — американский эсминец «Хайби» обстрелял и потопил северовьетнамский патрульный катер[4].
- 19 апреля — северовьетнамская авиация нанесла удар по американскому эсминцу «Хайби», нанеся ему повреждения. Радиолокационная разведка США зафиксировала на индикаторах кругового обзора 18 неопознанных надводных целей в районе происшествия[4].
- 19 апреля — ВВС Северного Вьетнама совершили единственную за всю войну попытку атаковать американские корабли в Тонкинском заливе. В результате налёта один корабль незначительно повреждён, потерь с обеих сторон нет.
- 1 мая — северовьетнамская армия добивается крупного успеха, заняв столицу южновьетнамской провинции Куангчи.
- 8 мая — авиация США начинает минирование портов Северного Вьетнама (включая главный порт Хайфон). Этот шаг откладывался американским руководством с 1964 года в связи с опасениями резкой реакции СССР и Китая.
- май — пять американских эсминцев «Хэнсон»[англ.], «Бьюкенен»[англ.], «Ньюпорт-Ньюс»[англ.], «Провиденс»[англ.], «Оклахома-Сити»[англ.] вошли в Хайфонскую гавань в рамках операции «Кастом-Тейлор»[англ.], заминировав её и полностью заблокировав судоходство.
- Июнь — остановив продвижение сил противника по всем направлениям, южновьетнамская армия переходит в контрнаступление.
- Июль — американская киноактриса Джейн Фонда посещает Северный Вьетнам, после чего становится объектом ненависти для большинства американских солдат. Её презрительно называют «ханойской Джейн», а вокруг визита складывается «городская легенда».
- 11 августа — последнее наземное боевое подразделение США покинуло Южный Вьетнам.
- 27 августа — четыре американских эсминца «Роуэн»[англ.], «Робисон»[англ.], «Ньюпорт-Ньюс»[англ.], «Провиденс»[англ.] нанесли удар по Хайфонской гавани. Четыре северовьетнамских патрульных катера, выдвинувшихся навстречу нападавшим, были потоплены, два — ударами палубной авиации ВМС США, два — огнём корабельной артиллерии[4].
- 7 ноября — на президентских выборах в США Ричард Никсон уверенно побеждает кандидата от демократов Джорджа Макговерна, выступающего с антивоенных позиций.
- 18—29 декабря — так называемые «Рождественские бомбардировки» (операция «Linebacker II»). Чтобы оказать давление на северовьетнамское руководство и вывести из тупика мирные переговоры в Париже, США единственный раз за всю войну проводят «ковровые бомбардировки» Ханоя и Хайфона с применением стратегических бомбардировщиков B-52.

## 1973—1974
- 15 января 1973 — США прекращают боевые действия против Северного Вьетнама.

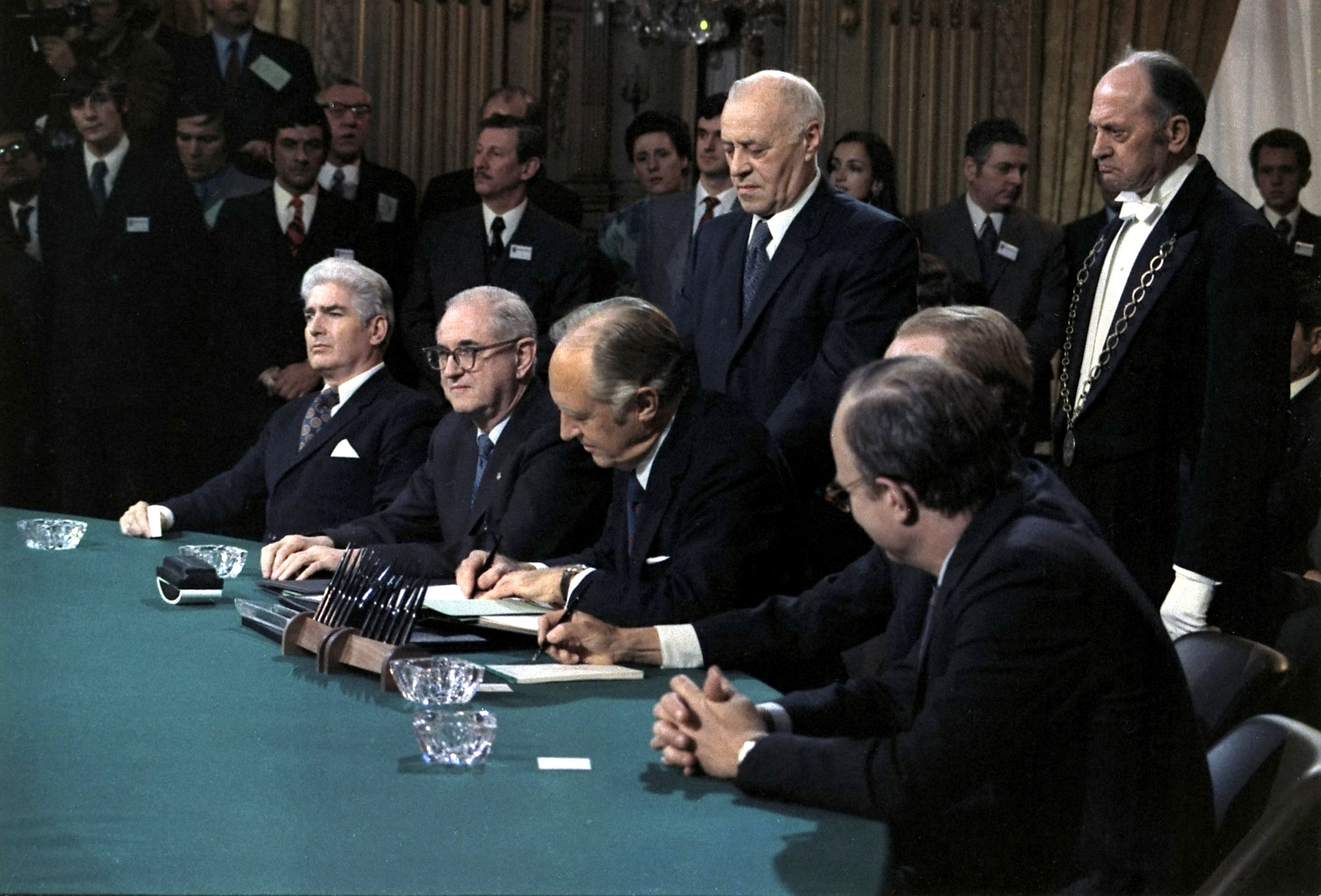
Подписание Парижского соглашения. Январь 1973 года

- 27 января 1973 — подписание Парижского соглашения о прекращении огня и восстановлении мира во Вьетнаме. Формально оно было призвано положить конец войне, фактически же ознаменовало лишь выход из войны США.
- 29 марта 1973 — завершён вывод войск США с территории Южного Вьетнама.
- 15 августа 1973 — США полностью прекращают участие в боевых действиях в Юго-Восточной Азии (до этого момента американская авиация продолжала бомбардировки Камбоджи).
- 4 января 1974 — Нгуен Ван Тхиеу заявляет, что война фактически возобновилась.
- 9 августа 1974 — под угрозой импичмента в связи с Уотергейтским скандалом Ричард Никсон вынужден уйти в отставку. Президентом США становится Джеральд Форд.

## 1975
- 6 января — после двухнедельного сражения северовьетнамская армия устанавливает полный контроль над провинцией Фуокбинь в Южном Вьетнаме, нарушая условия Парижского соглашения.
- Начало марта — северовьетнамская армия начинает полномасштабное вторжение в Южный Вьетнам.
- 4 апреля — американский военно-транспортный самолёт C-5, эвакуировавший из Южного Вьетнама беспризорных детей (операция «Babylift»), потерпел катастрофу после взлёта с аэродрома Таншоннят. Погибло 155 человек.
- 29 апреля — США начинают эвакуацию своего дипломатического персонала из Сайгона.
- 30 апреля — северовьетнамские войска взяли Сайгон. Конец войны во Вьетнаме.
- 7 мая — президент США Джеральд Форд формально объявляет о завершении «вьетнамской эры».